# Сподња Речица (Лашко)
Сподња Речица (словен. Spodnja Rečica) је насељено место у општини Лашко, Савињска регија, Словенија.

## Историја
До територијалне реорганизације у Словенији била је у саставу старе општине Лашко.

## Становништво
У попису становништва из 2011. године, Сподња Речица је имала 635 становника.
| Број становника према пописима | Број становника према пописима | Број становника према пописима |
| ------------------------------ | ------------------------------ | ------------------------------ |
| 1991                           | 2002                           | 2011                           |
| 651                            | 656                            | 635                            |

Напомена: Године 1984. настала поделом некадашњег насеља Речица на два нова самостална насеља Згорња Речица и Сподња Речица. Године 1994. увећан за дио насеља Сливно. Године 2000. умањено за део насеља који је припојен насељу Лашко.